# Glenea tibialis
Glenea tibialis é uma espécie de escaravelho da família Cerambycidae. Foi descrita por Charles Joseph Gahan em 1907.